# Pfarrkirche Donnersbachwald

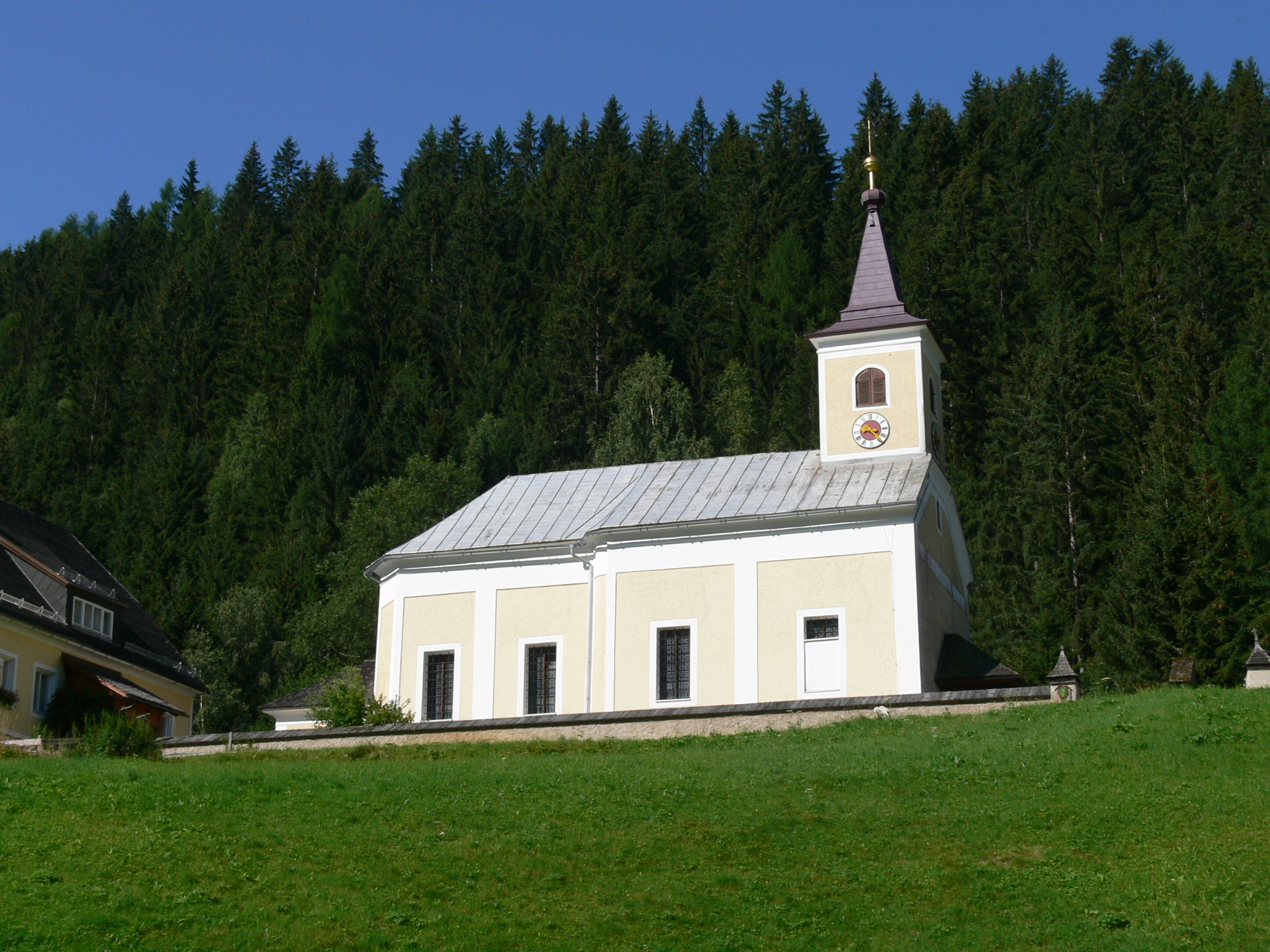
Katholische Pfarrkirche Hll. Leonhard und Patritius in Donnersbachwald

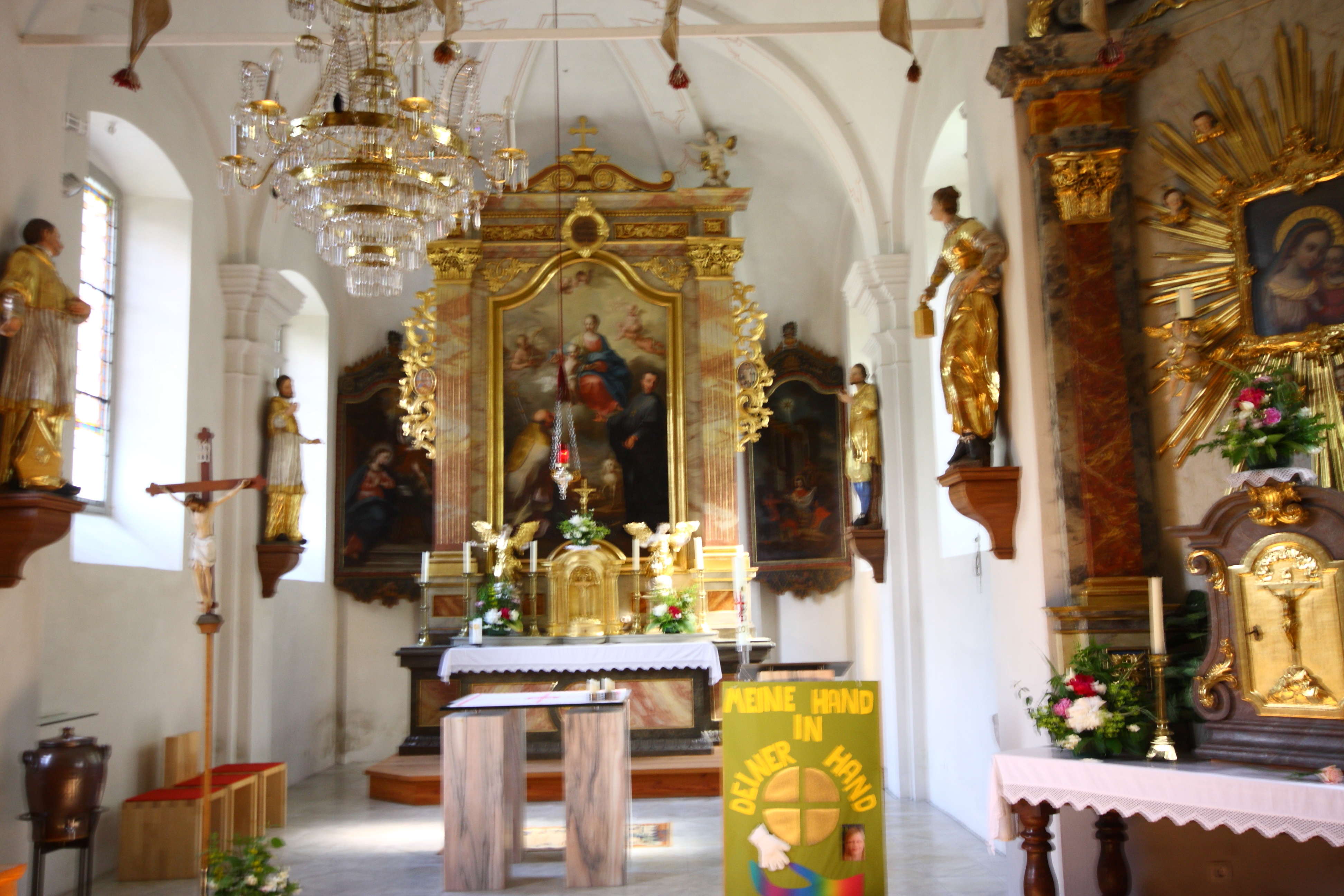
Blick in den Chor mit dem Hochaltar

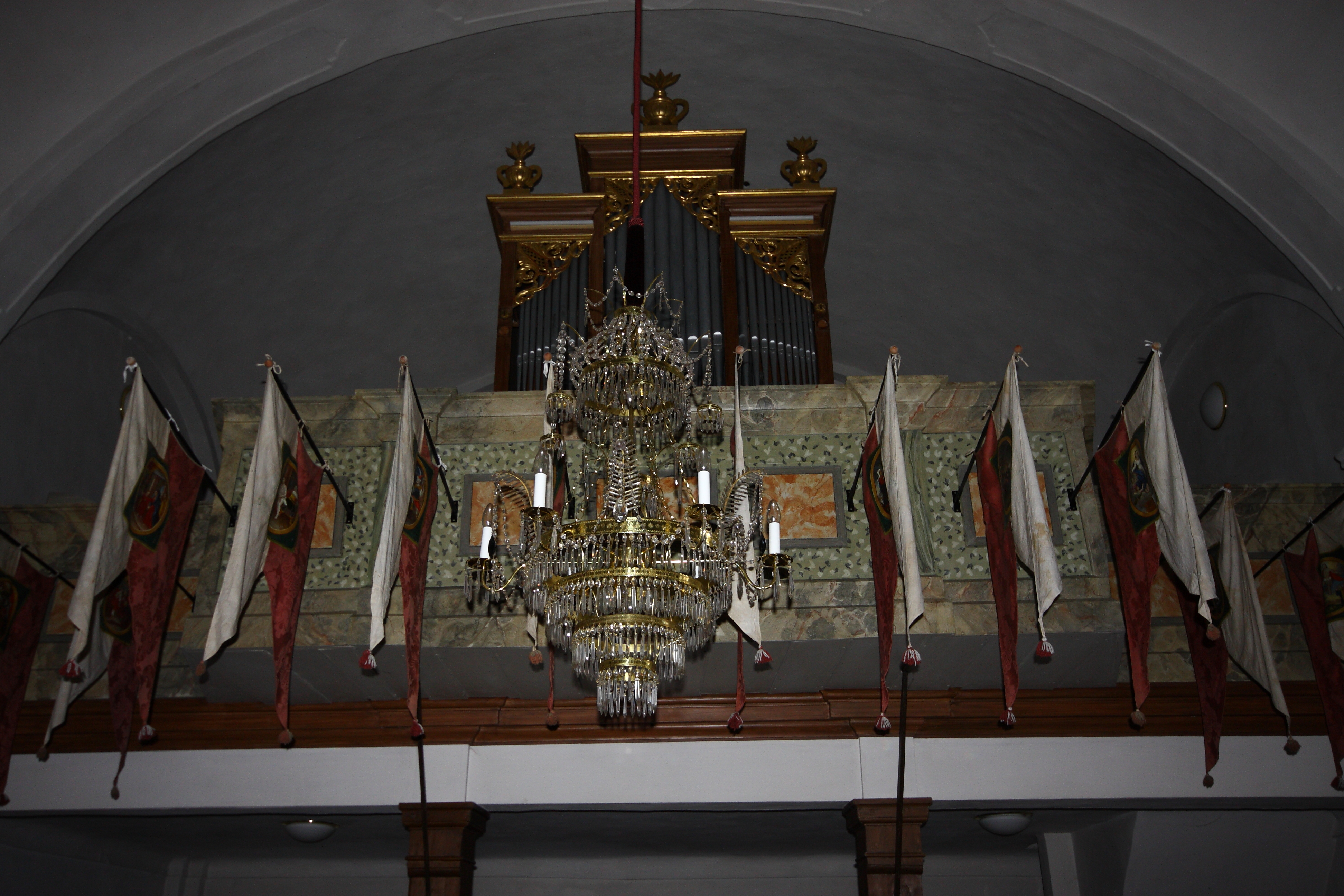
Die Orgel auf der Empore

Die Pfarrkirche Donnersbachwald steht im Ort Donnersbachwald in der Marktgemeinde Irdning-Donnersbachtal im Bezirk Liezen in der Steiermark. Die dem Doppelpatrozinium der als Heilige verehrten  Leonhard von Limoges und Patritius unterstellte römisch-katholische Pfarrkirche gehört zum Dekanat Oberes Ennstal – Steirisches Salzkammergut in der Diözese Graz-Seckau. Die Kirche und der ehemalige Friedhof stehen unter Denkmalschutz (Listeneintrag).

## Geschichte
Der Bau der Kirche wurde der Überlieferung nach von Kaiserin Maria Theresia angeregt. 1754 wurde sie errichtet. Die ersten 10 Jahre war die Kirche dem Stift Rottenmann inkorporiert.

## Architektur
Die Kirche zeigt Fassaden mit Lisenengliederung. Der Dachreiter mit einem Spitzhelm steht über der Hauptfront. Die Sakristei steht am Chor. 
Das Kircheninnere besteht aus einem zweijochigen Langhaus und einen eineinhalbjochigen Chor mit geradem Schluss und abgeschrägten Ecken. Das Platzlgewölbe des Langhauses steht auf Gurten, des Chores auf Wandpfeilern. Die Mitte der hölzerne Empore springt vor.

## Einrichtung
Der neue Hochaltar zeigt das Hochaltarbild Mariä Himmelfahrt mit Leonhard und Patritius aus der Bauzeit. Im Chor sind vier barocke Statuen aus dem dritten Viertel des 18. Jahrhunderts. Neben dem Hochaltar gibt es zwei Bilder von Verkündigung und Geburt aus der ersten Hälfte des 18. Jahrhunderts.
Der rechte neobarocke Seitenaltar aus 1910 zeigt das Gnadenbild Maria vom Guten Rat aus der Mitte des 18. Jahrhunderts.
Die Pfarrkirche Donnersbachwald hatte 1823 ein älteres kleines Orgelwerk mit drei Registern. Friedrich Wagner aus Graz baute 1854 das heutige Werk mit acht Registern.